# Ol (mængdeenhed)
 For alternative betydninger, se Ol. (Se også artikler, som begynder med Ol)
Ol er fire snese og 80 stykker. 